# Exorista castanea
Exorista castanea là một loài ruồi trong họ Tachinidae.